# Nils Linder (konstnär)
Nils Erik Ivar Linder, född 24 december 1898 i Linde socken Örebro län, död 8 december 1996 i Mora, var en svensk målare och lärare. 
Linder studerade på egen hand samt för Edvin Ollers. Han ställde ut med Dalarnas konstförening i Falun, Borlänge, Ludvika och Gävle ett flertal gånger. Hans konst består av stilleben och landskapsmålningar. 
Linder är representerad i Kopparbergs läns landsting, Lindesbergs kommun och Mora kommun.